# LBN Communauté
Die LBN Communauté ist ein französischer Gemeindeverband mit der Rechtsform einer Communauté de communes im Département Sarthe in der Region Pays de la Loire. Sie wurde am 1. Januar 2014 gegründet und umfasst 29 Gemeinden. Der Verwaltungssitz befindet sich im Ort Loué.

## Historische Entwicklung
Der Erlass des Präfekten vom 14. Februar 2022 legte die Änderung des bisherigen Namens des Gemeindeverbands Communauté de communes Loué-Brûlon-Noyen auf den aktuellen Namen fest.

## Mitgliedsgemeinden
| Gemeinde                      | Einwohner 1. Januar 2022 | Fläche km² | Dichte Einw./km² | Code INSEE | Postleitzahl |
| ----------------------------- | ------------------------ | ---------- | ---------------- | ---------- | ------------ |
| Amné                          | 569                      | 15,95      | 36               | 72004      | 72540        |
| Auvers-sous-Montfaucon        | 229                      | 7,49       | 31               | 72017      | 72540        |
| Avessé                        | 335                      | 18,72      | 18               | 72019      | 72350        |
| Brains-sur-Gée                | 781                      | 15,90      | 49               | 72045      | 72550        |
| Brûlon                        | 1.525                    | 16,27      | 94               | 72050      | 72350        |
| Chantenay-Villedieu           | 816                      | 27,74      | 29               | 72059      | 72430        |
| Chassillé                     | 250                      | 7,27       | 34               | 72070      | 72540        |
| Chemiré-en-Charnie            | 213                      | 11,47      | 19               | 72074      | 72540        |
| Chevillé                      | 357                      | 14,23      | 25               | 72083      | 72350        |
| Coulans-sur-Gée               | 1.619                    | 27,48      | 59               | 72096      | 72550        |
| Crannes-en-Champagne          | 341                      | 11,97      | 28               | 72107      | 72540        |
| Épineu-le-Chevreuil           | 290                      | 14,70      | 20               | 72126      | 72540        |
| Fontenay-sur-Vègre            | 309                      | 11,46      | 27               | 72136      | 72350        |
| Joué-en-Charnie               | 597                      | 23,53      | 25               | 72149      | 72540        |
| Longnes                       | 295                      | 6,40       | 46               | 72166      | 72540        |
| Loué                          | 2.100                    | 15,85      | 132              | 72168      | 72540        |
| Maigné                        | 336                      | 11,50      | 29               | 72177      | 72210        |
| Mareil-en-Champagne           | 346                      | 7,97       | 43               | 72184      | 72540        |
| Noyen-sur-Sarthe              | 2.585                    | 43,58      | 59               | 72223      | 72430        |
| Pirmil                        | 505                      | 17,40      | 29               | 72237      | 72430        |
| Poillé-sur-Vègre              | 597                      | 17,57      | 34               | 72239      | 72350        |
| Saint-Christophe-en-Champagne | 214                      | 7,81       | 27               | 72274      | 72540        |
| Saint-Denis-d’Orques          | 750                      | 47,17      | 16               | 72278      | 72350        |
| Saint-Ouen-en-Champagne       | 238                      | 11,20      | 21               | 72307      | 72350        |
| Saint-Pierre-des-Bois         | 225                      | 7,54       | 30               | 72312      | 72430        |
| Tassé                         | 289                      | 10,77      | 27               | 72347      | 72430        |
| Tassillé                      | 132                      | 6,46       | 20               | 72348      | 72540        |
| Vallon-sur-Gée                | 778                      | 17,15      | 45               | 72367      | 72540        |
| Viré-en-Champagne             | 203                      | 11,48      | 18               | 72379      | 72350        |
| LBN Communauté                | 17.824                   | 464,03     | 38               | –          | –            |